# زرنيخيد الألومنيوم
زرنيخيد الألومنيوم (AlAS) هي مادة شبه موصلة مع تقريباً نفس ثابت الشبكة البلورية لكل من زرنيخيد الغاليوم و زرنيخيد الألومنيوم والغاليوم وأوسع فجوة نطاق من زرنيخيد الغاليوم .

## الخواص[2]
- معامل التمدد الحراري 5 (μm/(°C*m
- درجة حرارة ديباي 417 K